# Johann Jakob Reiske
Johann Jakob Reiske (Zörbig, Halle mellett, 1716. december 25. – Lipcse, 1774. augusztus 14.) német filológus és orientalista.

## Élete és munkássága
Leidenben végezte tanulmányait és 1748-ban kapta az arab nyelv egyetemi tanára címét. Lipcsében 1758-tól a Nikolai-gimnázium rektora volt. Igen sok görög és latin írót adott ki («az éhségtől kényszerítve»), így Konstantinus művét De caeremoniis (1751-54, 2 kötet), Theokritoszt (1765, 2 kötet), a görög szónokokat (1770–75. 12 kötet), Plutarkhoszt (1774–1782, 12 kötet), Halikarnasszoszi Dionüniszoszt (1774–1777, 6 kötet), Maximus Tyriust (1774, 2 kötet), Dio Chrysostomust (1784–1798, 2 kötet), Libanioszt (1791–95, 4 kötet) stb. Ide tartozik még: Animadversiones ad graecos auctores (1757–66, 5 kötet). Németre fordította Démoszthenész, Aiszkhinész és Thuküdidész beszédeit (1761 és 1764–69, 5 köt.). Az arab filológia körében fő műve Abulfed-kiadása (1789–94, 5 kötet) Nagy érdeme, hogy ő volt egyike az elsőknek, akik az arab irodalom kiváló nyelvi és történeti jelentőségét elismerték és hangoztatták. Önéletrajzát özvegye adta ki (1783). Életét megírta Morus (1777), Mendelssohnnal és Lessinggel folytatott értékes levelezése 1789-ben jelent meg 2 kötetben.
Neje Ernestine Christine Müller volt, akivel 1764-ben kötött házasságot és aki nagy tudással segítette férjét irodalmi munkásságában. Amikor Michaelis göttingeni tanár 1786-ban megtámadta Reiskét, neje védte megboldogult férjét.

## Magyarul
- Mohammed élete és históriája; ford. Kováts Sámuel; Kiss I., Pest, 1811